# Kualatahan pahangensis
Kualatahan pahangensis är en orm i familjen Homalopsidae som förekommer i Malaysia. Arten är ensam i släktet Kualatahan. Den listades tidigare i släktet Enhydris. Släktnamnet syftar på fyndplatsen av det första exemplaret vid floden Ta-han.
Arten är med en längd av 75 till 150 cm en medelstor orm. De lever i delstaten Pahang i Malaysia på södra Malackahalvön. Individerna lever vid floder och simmar ofta. De jagar antagligen fiskar och groddjur. Honor lägger inga ägg utan föder levande ungar.
Fram till 2009 var endast en individ känd. IUCN listade arten vid tidpunkten för bedömningen av ormens bevarandestatus fortfarande i släktet Enhydris. Kualatahan pahangensis listas av IUCN med kunskapsbrist (DD).